# کلود فرانسه
کلود فرانسه (انگلیسی: Claude of France؛ ۱۳ اکتبر ۱۴۹۹ – ۲۰ ژوئیهٔ ۱۵۲۴) بزرگ‌ترین دختر لوئی دوازدهم، پادشاه فرانسه و آن دوشس بریتانی بود و از آنجا که مادرش فرزند پسری نیاورد به عنوان وارث تاج و تخت فرانسه با فرانسوا، دوک والوآ (بعدها فرانسوای یکم، پادشاه فرانسه) ازدواج کرد.